# Ludmila da Silva
Ludmila da Silva, ismertebb nevén Ludmila (Guarulhos, Brazília, 1994. december 1. –) brazil női válogatott labdarúgó, az Atlético Madrid csatára.

## Pályafutása
Ludmila gyermekkorában az atlétika pályákon futóversenyeken bizonyította tehetségét, majd 15 évesen került a Juventus csapatához, ahol először kapott labdarúgó leckéket és gyorsan ötvözte sebességét a labdakezeléssel.

## Sikerei

### Klub
Spanyol bajnok (1):
- Atlético Madrid (2): 2017–18, 2018–19

 Spanyol bajnoki ezüstérmes (1):
- Atlético Madrid (1): 2019–20

 Spanyol szuperkupa-győztes (2):
- Atlético Madrid (1): 2021

 Brazil bajnoki ezüstérmes (1):
- São José (1): 2015

### Válogatott
- SheBelieves-kupa ezüstérmes (1): 2021[1]
- Brazil Nemzetközi Torna ezüstérmes (1): 2019

## Statisztikái

### A válogatottban
2021. július 24-ével bezárólag
| Válogatott | Szezon   | Mérk. | Gól |
| ---------- | -------- | ----- | --- |
| Brazília   |          |       |     |
| 2017       | 8        | 1     |     |
| 2018       | 3        | 0     |     |
| 2019       | 10       | 1     |     |
| 2020       | 4        | 1     |     |
| 2021       | 7        | 1     |     |
| Összesen   | Összesen | 32    | 4   |

| Brazília színeiben szerzett góljai | Brazília színeiben szerzett góljai | Brazília színeiben szerzett góljai | Brazília színeiben szerzett góljai | Brazília színeiben szerzett góljai | Brazília színeiben szerzett góljai | Brazília színeiben szerzett góljai | Brazília színeiben szerzett góljai |
| ---------------------------------- | ---------------------------------- | ---------------------------------- | ---------------------------------- | ---------------------------------- | ---------------------------------- | ---------------------------------- | ---------------------------------- |
|                                    |                                    |                                    |                                    |                                    |                                    |                                    |                                    |
| Gól                                | Dátum                              | Helyszín                           | Ellenfél                           | Találat                            | Eredmény                           | Esemény                            | Forrás                             |
| 1                                  | 2017. július 4.                    | Hardtwaldstadion, Sandhausen       | Németország                        | 1–1                                | 1–3                                | Barátságos mérkőzés                | [ 2 ]                              |
| 2                                  | 2019. augusztus 29.                | Estádio do Pacaembu, São Paulo     | Argentína                          | 1–0                                | 5–0                                | Brazil Nemzetközi Torna            | [ 3 ]                              |
| 3                                  | 2020. március 10.                  | Stade de l'Épopée, Calais          | Kanada                             | 2–0                                | 2–2                                | Tournoi de France                  | [ 4 ]                              |
| 4                                  | 2021. július 24.                   | Mijagi Stadion, Rifu               | Hollandia                          | 3–2                                | 3–3                                | 2020-as olimpia                    | [ 5 ]                              |